# Bironium albertisi
Espèce
Bironium albertisi est une espèce de coléoptères de la famille des Staphylinidae et de la sous-famille des Scaphidiinae.

## Répartition et habitat
Cette espèce est décrite de Papouasie-Nouvelle-Guinée.

## Systématique
Le nom valide complet (avec auteur) de ce taxon est Bironium albertisi Löbl, 2021,.

## Étymologie
Son épithète spécifique, albertisi, lui a été donnée en l'honneur de Luigi Maria D'Albertis (1841-1901), l'un des premiers explorateurs de la faune de Nouvelle-Guinée et des Moluques.

## Publication originale
- (en) Ivan Löbl, « A review of the Bironium Csiki, 1909 (Coleoptera: Staphylinidae: Scaphidiinae) of New Guinea and the Moluccas », Acta Musei Moraviae, Scientiae Biologicae, vol. 106, no 2,‎ 2021, p. 227-248 (ISSN 1211-8788, lire en ligne).